# Rai Vloet
Rai Vloet (Schijndel, 8 mei 1995) is een Nederlands betaald voetballer die doorgaans als aanvallende middenvelder of aanvaller speelt. Vloet is de zoon van oud-voetballer, voetbaltrainer en sportbestuurder Wiljan Vloet.

## Biografie

### Jeugd
Vloet werd geboren in Schijndel. Zijn ouders vernoemden hem naar de Braziliaanse middenvelder Rai, die toen voor Paris Saint-Germain speelde. Nadat zijn vader Wiljan Vloet trainer werd van Roda JC, verhuisde het gezin naar Kerkrade, om later terug te keren in Schijndel. In 2005 werd hij toegelaten tot de jeugdopleiding van PSV, waar zijn vader van 2008 tot 2009 fungeerde als hoofd jeugdopleidingen. In eerste instantie werd hij niet als groot talent gezien, maar in de B-jeugd kende hij een sterke ontwikkeling.

### PSV en verhuurperiodes
Vloet tekende op 28 juni 2012 zijn eerste profcontract bij PSV. Hij sloot zich aan bij Jong PSV en debuteerde op 20 september 2013 in de Eerste divisie, tegen FC Den Bosch. Hij kwam na 74 minuten in het veld voor Rik Schouw. Jong PSV verloor de wedstrijd in 's-Hertogenbosch met 2-1. Tegen Jong FC Twente maakte hij zijn eerste doelpunt in het betaald voetbal.
Vloet werd in 2014 overgeheveld van Jong PSV naar het eerste elftal. Hij maakte op 31 juli 2014 zijn officiële debuut in de hoofdmacht van PSV, in de derde voorronde van de Europa League thuis tegen SKN Sankt Pölten. Hij viel in de 79ste minuut in voor Marcel Ritzmaier. Negen dagen later tekende hij een tussentijdse contractverlenging tot medio 2018. Vloet kwam in zijn eerste seizoen tot twaalf wedstrijden in de hoofdmacht. Het seizoen erna bleken de kansen voor Vloet kleiner te zijn. Nadat hij in de eerste seizoenshelft van het seizoen 2015/16 voornamelijk uitkwam voor Jong PSV en eenmaal mocht invallen in de hoofdmacht, besloot PSV om Vloet te verhuren om hem meer ervaring op het hoogste niveau op te laten doen.
Gedurende de tweede helft van het seizoen werd Vloet verhuurd aan SC Cambuur. Twee wedstrijden na zijn aankomst stapte trainer Henk de Jong op en belandde Vloet op de bank. Cambuur degradeerde in mei 2016 uit de Eredivisie. PSV besloot hierop Vloet opnieuw te verhuren. Diverse clubs toonden hun interesse, waaronder toenmalig eredivisionist NAC Breda. Dit ketste af na een gesprek met trainer Marinus Dijkhuizen. Uiteindelijk koos Vloet voor eerstedivisionist en stadgenoot FC Eindhoven. Hier bouwde hij een goede band op met trainer Ricardo Moniz. Vloet maakte op dinsdag 20 september zijn eerste doelpunt voor FC Eindhoven, in een wedstrijd in het toernooi om de KNVB beker tegen FC Den Bosch. Daarmee schakelde hij de ploeg van zijn vader uit. Hij scoorde dat seizoen twaalf keer in de Eerste divisie.

### NAC Breda, FC Chiasso, Frosinone en Sint-Truiden
Vloet tekende in juni 2017 een driejarig contract bij NAC Breda, dat in het voorgaande seizoen promoveerde naar de Eredivisie. Vloet werd basisspeler en kwam in zijn eerste seizoen tot 31 wedstrijden, waarin hij viermaal scoorde. Hij was echter niet populair bij de aanhang van Bredase club, die hem nonchalance en een gebrek aan doelpunten verweet. Hij eindigde met de ploeg op de veilige veertiende plaats. Het verblijf van Vloet zou beperkt blijven tot een seizoen.
Vloet verruilde de Bredase club in juli 2018 voor FC Chiasso, dat wilde voldoen aan de financiële eisen van NAC. De overgang naar de Zwitserse club, die uitkwam op het tweede niveau, bleek onderdeel van een financiële constructie waarmee hij drie weken later overstapte naar Frosinone, dat in het voorgaande seizoen promoveerde naar de Serie A. Uiteindelijk kwam hij in de eerste seizoenshelft met zes invalbeurten tot 118 minuten in de Serie A. Op 31 januari 2019 werd zijn contract in Italië ontbonden. Hij vervolgde enkele dagen later zijn loopbaan in België bij Sint-Truidense VV, dat op de vijfde plaats stond. De club haalde Vloet groots binnen als opvolger van Roman Bezoes, die halverwege het seizoen was overgestapt naar AA Gent. Ook bij Sint-Truiden lukte het Vloet niet om een basisplaats te veroveren. Aan het einde van het seizoen, waarin Vloet tot 21 minuten verdeeld over twee invalbeurten kwam, besloot de club een optie om hem langer vast te leggen niet te lichten.

### Excelsior
Vloet tekende op 13 juli 2019 een eenjarig contract, met een optie voor een tweede seizoen, bij Excelsior. Dat was het seizoen ervoor gedegradeerd naar de Eerste divisie. Bij Excelsior werd hij herenigd met trainer Ricardo Moniz.

### Heracles Almelo
Heracles Almelo maakte op 22 juni 2020 bekend Vloet transfervrij over te nemen van Excelsior. Hij tekende er een driejarig contract en kreeg rugnummer 10. Met 16 doelpunten in de Eredivisie werd Vloet in het seizoen 2020/21 clubtopscorer van Heracles.

### Dodelijk ongeluk, Astana en Oeral
Vloet werd op 14 november 2021 aangehouden nadat hij betrokken was geraakt bij een auto-ongeluk, waarbij een vierjarig jongetje om het leven kwam. Een dag later werd hij vrijgelaten, maar hij bleef als verdachte aangemerkt. De politie bevestigde op 10 januari 2022 dat Vloet tijdens het ongeluk de bestuurder was en onder invloed van drank was. Op 15 januari speelde Vloet met Heracles mee tegen N.E.C.; dit leidde tot protesten van de eigen supporters. Een week later werd hij alsnog door zijn club geschorst.
Eind maart 2022 werd het tot medio 2023 doorlopende contract van Vloet bij Heracles ontbonden. Hij vervolgde zijn loopbaan in Kazachstan bij Astana FK. In september 2022 ging Vloet naar het Russische FK Oeral dat uitkomt in de Premjer-Liga. Hierna startte het strafproces tegen hem, waarbij Vloet zelf aanwezig was en toegaf dat hij te hard had gereden en te veel had gedronken.
Op 3 april 2023 werd Vloet veroordeeld tot een gevangenisstraf van 2,5 jaar na een eis van 3,5 jaar. Tevens kreeg hij een rijontzegging van 4 jaar. Aanvankelijk ging Vloet in hoger beroep tegen de straf. In de zomer van 2024 trok hij het beroep in nadat hij met FK Oeral degradeerde en zijn contract niet verlengd zag worden. Hij keerde hierop terug naar Nederland in de hoop zo snel mogelijk aan zijn celstraf te kunnen beginnen. In september 2024 ging zijn straf ten uitvoer.

## Clubstatistieken
| Seizoen     | Club        | Competitie     | Competitie | Competitie | Beker | Beker | Internationaal | Internationaal | Totaal | Totaal |
| Seizoen     | Club        | Competitie     | Wed.       | Dlp.       | Wed.  | Dlp.  | Wed.           | Dlp.           | Wed.   | Dlp.   |
| ----------- | ----------- | -------------- | ---------- | ---------- | ----- | ----- | -------------- | -------------- | ------ | ------ |
| 2013/14     | Jong PSV    | Eerste divisie | 26         | 5          | 0     | 0     | —              | —              | 26     | 5      |
| 2014/15     | Jong PSV    | Eerste divisie | 13         | 4          | 0     | 0     | —              | —              | 13     | 4      |
| 2015/16     | Jong PSV    | Eerste divisie | 12         | 7          | 0     | 0     | —              | —              | 12     | 7      |
| 2016/17     | Jong PSV    | Eerste divisie | 2          | 0          | 0     | 0     | —              | —              | 2      | 0      |
| Team totaal | Team totaal | Team totaal    | 53         | 16         | 0     | 0     | 0              | 0              | 53     | 16     |

| Seizoen         | Club            | Competitie         | Competitie | Competitie | Beker | Beker | Internationaal | Internationaal | Totaal | Totaal |
| Seizoen         | Club            | Competitie         | Wed.       | Dlp.       | Wed.  | Dlp.  | Wed.           | Dlp.           | Wed.   | Dlp.   |
| --------------- | --------------- | ------------------ | ---------- | ---------- | ----- | ----- | -------------- | -------------- | ------ | ------ |
| 2014/15         | PSV             | Eredivisie         | 8          | 0          | 1     | 0     | 3              | 0              | 12     | 0      |
| 2015/16         | PSV             | Eredivisie         | 1          | 0          | 2     | 0     | 1              | 0              | 4      | 0      |
| 2015/16         | → SC Cambuur    | Eredivisie         | 8          | 0          | 0     | 0     | —              | —              | 8      | 0      |
| 2016/17         | → FC Eindhoven  | Eerste divisie     | 32         | 12         | 2     | 1     | —              | —              | 34     | 13     |
| 2017/18         | NAC Breda       | Eredivisie         | 31         | 4          | 1     | 1     | —              | —              | 32     | 5      |
| 2018/19         | FC Chiasso      | Challenge League   | 0          | 0          | 0     | 0     | —              | —              | 0      | 0      |
| 2018/19         | Frosinone       | Serie A            | 5          | 0          | 0     | 0     | —              | —              | 5      | 0      |
| 2018/19         | STVV            | Jupiler Pro League | 2          | 0          | 0     | 0     | —              | —              | 2      | 0      |
| 2019/20         | Excelsior       | Eerste Divisie     | 29         | 14         | 2     | 0     | —              | —              | 31     | 14     |
| 2020/21         | Heracles Almelo | Eredivisie         | 33         | 16         | 2     | 1     | —              | —              | 35     | 17     |
| 2021/22         | Heracles Almelo | Eredivisie         | 12         | 3          | 1     | 2     | —              | —              | 13     | 5      |
| 2022            | Astana FK       | Premjer-Liga       | 14         | 5          | 3     | 2     | 2              | 0              | 19     | 8      |
| 2022/23         | FK Oeral        | Premjer-Liga       | 10         | 3          | 7     | 2     | —              | —              | 17     | 5      |
| Carrière totaal | Carrière totaal | Carrière totaal    | 185        | 57         | 21    | 10    | 6              | 0              | 212    | 67     |

Bijgewerkt op 14 april 2023

## Interlandcarrière
Vloet speelde zestien wedstrijden voor Nederland –17, waarin hij drie doelpunten maakte. Hij won in 2012 het EK –17 met zijn ploeggenoten. Voor –18 maakte hij één doelpunt in vier wedstrijden. Daarna werd hij actief voor Nederland –19.

## Erelijst
| Competitie                         | Aantal | Jaren   |     |     |
| PSV                                | PSV    | PSV     | PSV | PSV |
| ---------------------------------- | ------ | ------- | --- | --- |
| Kampioen Eredivisie                | 1x     | 2014/15 |     |     |
| Johan Cruijff Schaal               | 1x     | 2015    |     |     |
| Astana                             |        |         |     |     |
| Kampioen Premjer-Liga (Kazachstan) | 1x     | 2022    |     |     |
| Nederland –17                      |        |         |     |     |
| Europees kampioen –17              | 1x     | 2012    |     |     |